# La Zarza (Badajoz)
La Zarza és un municipi de la província de Badajoz, a la comunitat autònoma d'Extremadura.

## Demografia
| Població | 2.410 | 3.002 | 3.062 | 3.294 | 3.508 | 3.849 | 4.003 | 4.410 | 4.608 |
|          | 1950  | 1960  | 1970  | 1981  | 1991  | 1994  | 2000  | 2004  | 2007  |
| Població | 5.068 | 5.154 | 4.019 | 3.513 | 3.643 | 3.749 | 3.586 | 3.585 | 3.546 |